# HOXB7
HOXB7‏ (Homeobox B7) هوَ بروتين يُشَفر بواسطة جين HOXB7 في الإنسان.

## الوظيفة
هذا الجين عضو في عائلة Antp العلبة المثلية، ويُشفّر بروتينًا ذا نطاق ربط الحمض النووي العلبة المثلية. وهو مُدرج ضمن مجموعة جينات العلبة المثلية B الموجودة على الكروموسوم 17. يعمل البروتين النووي المُشفّر كعامل نسخ خاص بالتسلسل، ويشارك في تكاثر الخلايا وتمايزها. يرتبط زيادة التعبير عن هذا الجين ببعض حالات الورم الميلانيني وسرطان المبيض.

## التفاعل
لقد ثبت أن HOXB7 يتفاعل مع PBX1 والبروتين المرتبط بـ CREB.